# 横山むつみ
横山 むつみ（よこやま むつみ、旧姓：知里〈ちり〉、1948年〈昭和23年〉 - 2016年〈平成28年〉9月21日）は、日本のアイヌ文化伝承者。「知里幸恵 銀のしずく記念館」初代館長。北海道幌別郡幌別村（現在の登別市）出生、同道檜山郡江差町育ち。國學院大學文学部第二部出身。夫は漫画家の横山孝雄。長女は「知里幸恵 銀のしずく記念館」3代目（現在の）館長の木原仁美。伯母は『アイヌ神謡集』著者の知里幸恵（父・知里高央の姉）。
アイヌ文化活動や著作業においては、アイヌ語に由来する結婚前の旧姓「知里 むつみ（ちり むつみ）」の名で活動した。

## 経歴
1948年（昭和23年）、北海道幌別郡幌別村（現在の登別市）で誕生。幼少時はまだ差別が厳しく、近所の児童たちから「アイヌ」と言われて泣かされた日々を送った。1955年（昭和30年）に父の転居に伴って、同道檜山郡江差町に転居したが、ここでも学校の同級生たちからの差別に遭い、石を投げつけられることもあった。それまでは自分がアイヌだとの自覚は薄かったが、この江差で「アイヌは社会から認められない」と、否定的な意味でアイヌを強く意識するようになった。

### 東京での活動
18歳のときに進学のため上京後、アイヌに対する偏見をなくしたいとの考えから、アイヌと和人との交流の団体である「ペウレ・ウタリの会」に入り、アイヌ語やアイヌの歴史の勉強に取り組んだ。この会で計良智子らとの活動を通じて、「アイヌが社会から認められない状況を変えなければいけない」との考えに至った。
1978年（昭和53年）に、アイヌと和人らが北アメリカ先住民族と現地で交流する「アイヌ グッドウィル ミッション」に参加し、アイヌの音楽家の誘いで参加していた横山孝雄と知り合い、1979年（昭和54年）に結婚（自身は再婚）。
1980年（昭和50年）、首都圏のアイヌたちの交流の場として、関東ウタリ会が創設された後には、歌や踊り、刺繍などに取り組んだ。1986年（昭和56年）の中曽根康弘による知的水準発言を機に、自分たちの存在のアピールを始めた。

### 北海道での活動
アイヌ文化振興法が制定された1997年（平成9年）、東京にアイヌ文化交流センターが設立されたことを機に、1997年11月に夫と共に郷里の登別に移住。これには、先祖代々のように北海道の自然の中で生活し、そこから民族としての声を発信したいとの思いがあった。移住から間もない頃に、夫が東京時代から取り組んでいた出版活動を主な目的として、同11月に特定非営利活動法人「知里森舎（ちりしんしゃ）」を設立。
伯母の知里幸恵やその弟である叔父の知里真志保についての知識を求めて自宅を訪ねてくる人が増えたことや、東京時代から、集会で神謡集を朗読したり幸恵について講演したりしていたことで、幸恵の功績を伝えたいと考えるようになった。
2000年（平成12年）9月、知人である自然愛好グループ会員らと共に企画した「知里幸恵の世界展」を登別で開催し、北海道内外から約800人が訪れる盛況となった。
同2000年より幸恵の記念館の建設を構想し、自らが中心となって、登別市民から建設のための寄付を募った。北海道大学名誉教授の小野有五、作家の津島佑子や池澤夏樹、アイヌ文化伝承者の山本栄子や荒井和子らの協力の末、延べ約2500人、3200万円の浄財が集まった。2010年（平成22年）9月、「知里幸恵 銀のしずく記念館」が開設され、その館長に就任。

### 晩年 - 没後
2012年（平成24年）に大腸癌が発見され、治療を始めたが、体への負担から抗がん剤治療を中断。闘病中の2016年（平成28年）、札幌市立陵北中学校の合唱部が、アイヌ歌謡をもとにした合唱曲に取り組むにあたり、記念館を訪ねた。横山は体調が優れないにもかかわらず、喜んで知里幸恵やアイヌのことを語った。
同2016年7月、幸恵を描いた小説『北の詩と人』（須知徳平著）のコメントを依頼され、快諾してコメントを寄せた。そのわずか2か月後の同2016年9月21日、満68歳で死去。意志に基いて、葬儀ではアイヌ式の別れの儀式が執り行われ、アイヌの墓標が棺に入れられ、本人が縫って儀式で着ていたアイヌの衣装が祭壇に飾られた。
銀のしずく記念館の建設に携わった池澤夏樹は「アイヌ文化の継承と普及に大きな力のあった人だった」、小野有五は「非常に芯の強い方で、幸恵さんの功績を広める最大の原動力だった」、登別市長の小笠原春一は「アイヌ文化全般の伝承活動に生涯をささげた横山様の貴重なお話がもう聴けなくなってしまったことは、本当に残念でなりません」と、その死を惜しんだ。
銀のしずく記念館は、記念館の運営団体メンバーが2代目館長を継いだ後、知里幸恵の親族を待望する声が上がったことで、横山の長女である木原仁美が、2022年（令和4年）8月に3代目館長に就任した。

## 著作
- 『アイヌ語会話イラスト辞典』蝸牛社、1988年9月。ISBN 978-4-87661-106-5。（横山孝雄との共著）
- 『銀のしずく降る降る 知里幸恵「アイヌ神謡集」より』星の環会〈郷土の研究〉。ISBN 978-4-89294-055-2。（訳書）
- 『日本の先住民族アイヌを知ろう!』汐文社、2009年。ISBN 978-4-8113-8303-3。